# Aéroport d'El Loa
Pour les articles homonymes, voir CJC.
L'aéroport El Loa (en espagnol: Aeropuerto El Loa) (code IATA : CJC • code OACI : SCCF), est le principal aéroport desservant Calama, et l'un des plus grands aéroports au Chili. Le terminal principal couvre 20 000 mètres carrés.

## Situation
Cet aéroport est situé à environ 6 km du centre-ville.

### Carte des aéroports du Chili
| \| 100 km1:8 652 000 \| Porvenir El Salvador La Serena Mocopulli Valdivia Pucón Puerto Montt Puerto Williams Antofagasta Arica El Loa Iquique Osorno Balmaceda Araucanie Désert de l'Atacama Santiago Concepcion Île de Pâques Punta Arenas |
| 100 km1:8 652 000 |

## Équipements
L'aéroport accueille actuellement des avions avec une envergure maximale de 36 mètres. Il y a des plans pour construire une deuxième piste avec une capacité élargie.

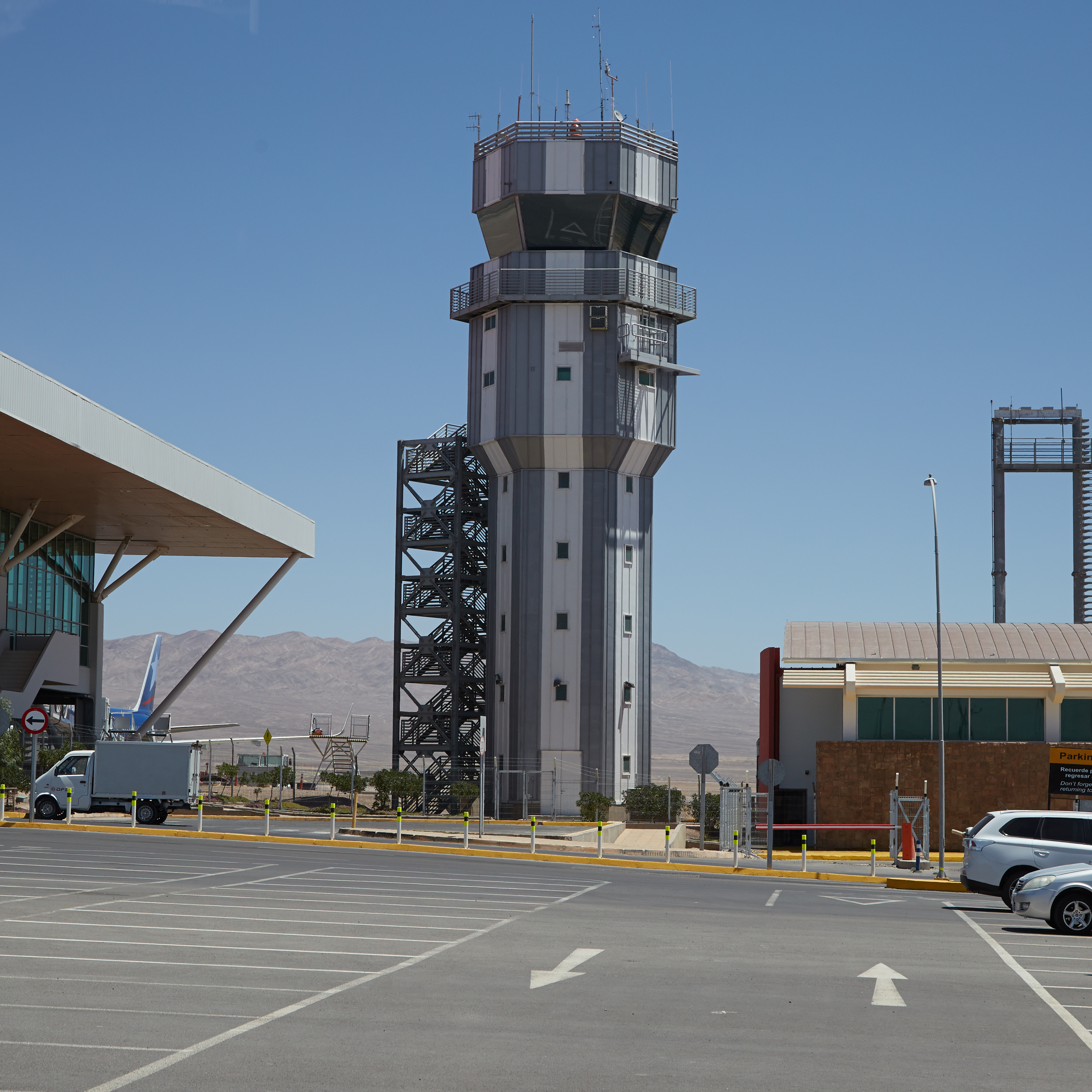
La tour de contrôle de l'aéroport

L'aéroport a desservi 247821 passagers en 2004, 273275 en 2005, et 315725 en 2006.

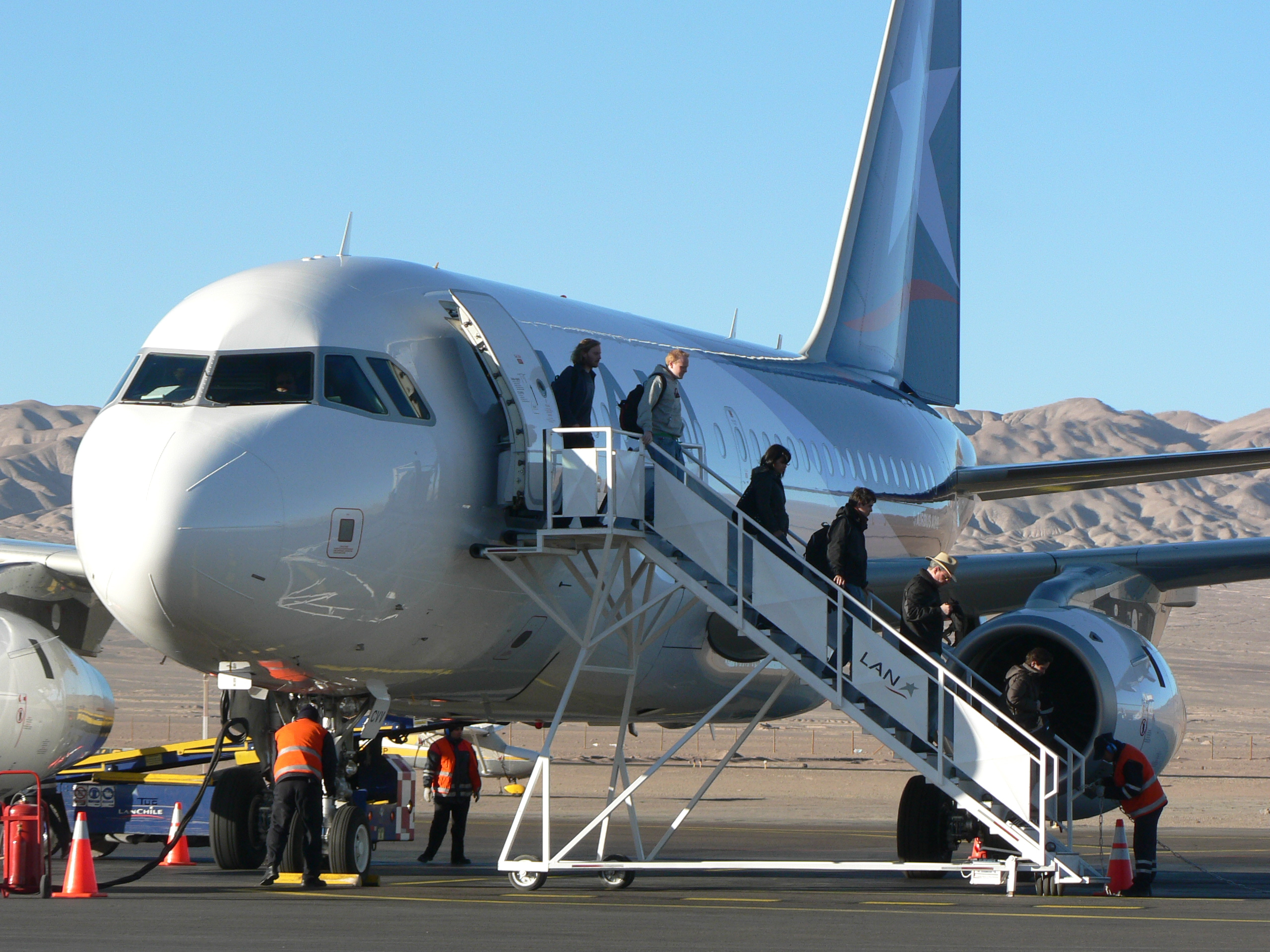
Des passagers descendant d'un vol de Santiago du Chili, en 2008

## Compagnies et destinations
| Compagnies  | Destinations      |
| ----------- | ----------------- |
| LATAM Chile | Santiago de Chile |